# Susan Walters
Susan Walters (nascida em: Atlanta, Geórgia; em 28 de setembro de 1963) é uma atriz e ex-modelo dos Estados Unidos.
Ela interpreta a “Prefeita Carol Lockwood” na série de televisão The Vampire Diaries da The CW, e a personagem “Natalie Martin” na série de televisão Teen Wolf da rede MTV. Ela ficou mais conhecida por seu papel como “Diane Jenkins Newman” na novela The Young e Restless (de 2001-2004) da CBS, e pelo seu papel como “Anne Osborne”, um dos personagens principais na série de televisão The Big Easy da rede USA Network. Walters também teve o papel de uma diretora na série de televisão One Tree Hill, exibida pela The WB e que depois de uma união com outas emissoras de televisão, passou a ser exibida pela The CW.
Em 2016, a Susan Walters entrou para o elenco da série de televisão The Flash, exibida pela rede The CW, no papel da Doutora Carla Tannhauser, a mãe da personagem Caitlin Snow (interpretada por Danielle Panabaker), que é uma das personagens centrais da série.

## Biografia
Walters nasceu na cidade de Atlanta na Geórgia, mas cresceu em Chamblee, um subúrbio de Atlanta na Geórgia. Ela se formou na Chamblee High School, em 1980. Ela era uma excelente aluna e muito envolvida em atividades extra-curriculares.
Em 1981, ela venceu o "Miss Teen All American", onde representando a Geórgia, seu estado de nascimento.

## Inicio da Carreira como Atriz
Ela começou sua carreira como Lorna Forbes Perelli na novela Loving no piloto em Junho de 1983 e depois em 1986. Ela, então, deixou a novela, e apareceu em várias produções da TV, como Hotel durante toda a sua última temporada (como Ryan Thomas), assim como Elvis and Me, Melrose Place (como Tiffany Hart) e foi um dos estudantes de enfermagem em Nightingales durante toda a série.

## Papéis Importantes
O primeiro grande papel de Walters foi como Priscilla Presley em 1988 na minissérie de televisão Elvis and Me. Seus outros créditos no cinema incluem um papel de protagonista em 1990 em "Querido John", a série Point Pleasant e uma participação em CSI: Miami. Ainda nos anos 90 Walters dublou a personagem Mística em dois jogos para Mega Drive dos X-Men.
Ela também é conhecida por suas aparições como Mulva no seriado da NBC Seinfeld, que atuou em 1993 e depois novamente em 1996-1997. Ela também estrelou como Anne Osborne na série The Big Easy, versão televisiva de Acerto de Contas na USA Network em 1996. Em 1999, ela apareceu no filme da Disney Channel Sentido dos Cavalos, bem como na sua sequencia de 2001 Jumping Ship.

## The Young and the Restless
Em 2001, Walters começou retratando Diane Jenkins em The Young and the Restless. Ela decide sair da série/novela depois de 3 anos como um dos personagens principais, em 2004, embora não fazer mais aparições. Em 2010, Walters reprisou brevemente o papel em dois episódios.

## Outros papéis importantes
De 2009 a 2012, a Susan Walters desempenhou o papel da prefeita Carol Lockwood na série de televisão The Vampire Diaries, exibida pela The CW.
Entre 2011 e 2017, a Susan Walters também atuou no papel recorrente da diretora e professora de biologia Senhora Natalie Martin, que é a mãe de uma das protagonistas da série: a personagem banshee Lydia Martin (interpretada por Holland Roden) nas seis temporadas da série de televisão Teen Wolf (entre 2011 e 2017), exibida pela MTV dos Estados Unidos.

## Vida Pessoal
Walters é casada com o ator e artista marcial Linden Ashby desde 19 de abril de 1986, que brevemente co-estrelou em The Young and the Restless como Cameron Kirsten, mas é mais conhecido por seu papel de Johnny Cage no filme Mortal Kombat de 1995. Eles têm duas filhas, Frances Grace, nascida em 1991 que teve participação como assistente de produção no curta de 7 minutos Night Nurse de 2009, e Savannah Elizabeth, nascida em 1992.

## Filmografia

### Séries
| Ano       | Título                         | Título no Brasil            | Papel                         | Notas                                               |
| --------- | ------------------------------ | --------------------------- | ----------------------------- | --------------------------------------------------- |
| 1983      | Loving                         |                             | Lorna Forbes                  | 1 episódio: "Pilot"                                 |
| 1987      | The Facts of Life              | Vivendo e Aprendendo        | Cynthia Parks                 | 1 episódio: "Younger Than Springtime"               |
| 1987      | Who's the Boss?                |                             | Kitty                         | 1 episódio: "Mona"                                  |
| 1987-1988 | Hotel                          |                             | Ryan Thomas                   | 10 episódios                                        |
| 1988      | Simon & Simon                  |                             | Marian Fitzwalter             | 1 episódio: "The Merry Adventures of Robert Hood"   |
| 1989      | Nightingales                   |                             | Bridget Loring                | 13 episódios                                        |
| 1989      | Hardball                       |                             | Figurante                     | 1 episódio: "The Silver Scream"                     |
| 1990-1992 | Dear John                      |                             | Mary Beth Sutton              | 55 episódios                                        |
| 1993      | Murder, She Wrote              | Assassinato por Escrito     | Lee Gillrich                  | 1 episódio: "For Whom the Ball Tolls"               |
| 1993      | Matlock                        |                             | Melanie Kerns                 | 1 episódio: "The Haunted"                           |
| 1993-1996 | Seinfeld                       | Seinfeld                    | Dolores Mulva                 | 2 episódios                                         |
| 1995      | Il barone                      |                             | Claudine de Martigny          | Minissérie de TV                                    |
| 1995      | Strange Luck                   |                             | Rosemary                      | 1 episódio: "Walk Away"                             |
| 1996-1997 | The Big Easy                   |                             | Anne Osborne                  | 22 episódios, papel principal na primeira temporada |
| 1997      | Spy Game                       |                             | Margo DeSalle                 | 1 episódio: "Dead and Gone, Honey"                  |
| 1997      | Nash Bridges                   |                             | Mary Tod Butler               | 1 episódio "Lost and Found"                         |
| 1998      | Hotel del Sol                  |                             | Figurante                     | 1 episódio: "Piloto"                                |
| 1998      | Caroline in the City           | Tudo Por Um Gato            | Laura                         | 1 episódio: "Caroline and the Reluctant Father"     |
| 1998      | Melrose Place                  | Melrose                     | Christine Denton Tiffany Hart | 7 episódios                                         |
| 1998      | Love Boat: The Next Wave       |                             | Amy                           | 1 episódio: "Dust, Lust, Destiny"                   |
| 1999-2000 | Family Law                     |                             | Tina                          | 2 episódios                                         |
| 2000      | The War Next Door              |                             | Lili Smith                    | 8 episódios                                         |
| 2000      | Providence                     |                             | Kerry King                    | 1 episódio: "The Reunion"                           |
| 2001      | Crossing Jordan                | Crossing Jordan             | Gail Horton                   | 1 episódio: "The Ties That Bind"                    |
| 2001-2010 | The Young and the Restless     |                             | Diane "Dian" Jenkins          | 52 episódios                                        |
| 2002      | The Ellen Show                 |                             | Katie                         | 1 episódio: "Shallow Gal"                           |
| 2003      | CSI: Crime Scene Investigation | CSI: Investigação Criminal  | Merrit                        | 1 episódio: "Forever"                               |
| 2003      | Carnivàle                      | Carnivale                   | Young Becca Donovan           | 1 episódio: "Tipton"                                |
| 2004      | JAG                            | JAG - Ases Invencíveis      | Rachel Smithfield             | 1 episódio: "Coming Home"                           |
| 2004      | Summerland                     |                             | Carol McFarlane               | 1 episódio: "To Thine Self Be True"                 |
| 2004      | CSI: Miami                     | CSI: Miami                  | Mary Kinnan                   | 1 episódio: "Speed Kills"                           |
| 2005-2006 | Point Pleasant                 |                             | Meg Kramer                    | 13 episódios                                        |
| 2006      | Cold Case                      | Arquivo Morto               | Jane Robinson                 | 1 episódio: "Joseph"                                |
| 2007      | Without a Trace                | Desaparecidos               | Jenny Darcy                   | 1 episódio: "Without You"                           |
| 2009      | One Tree Hill                  | Lances da Vida              | Principal Rimkus              | 3 episódios                                         |
| 2009      | Drop Dead Diva                 | Sob Medida                  | Vicki Wellner                 | 1 episódio: "Pilot"                                 |
| 2009      | Army Wives                     | Army Wives                  | Annette                       | 1 episódio: "Shrapnel and Alibis"                   |
| 2009-2013 | The Vampire Diaries            | Diários de um Vampiro       | Carol Lockwood                | 36 episódios                                        |
| 2010      | Marry Me                       |                             | Stella Grafton                | Mini Série em 2 episódios                           |
| 2011-2017 | Teen Wolf                      | Lobo Adolescente            | Srª Natalie Martin            | Participa das 6 temporadas; elenco recorrente       |
| 2013      | Star-Crossed                   |                             | Maia                          | 4 episódios                                         |
| 2013      | The Following                  |                             | Prosecutor                    | 1 episódio: "Pilot"                                 |
| 2013      | Perception                     |                             | Anne Wallace                  | 1 episódio: "Toxic"                                 |
| 2014      | Reckless                       |                             | Lindsay                       | Filmando                                            |
| 2015      | How to Get Away with Murder    | How to get away with murder | Sharon                        | 1 episódio: "I Want You to die"                     |
| 2016      | The Flash                      |                             | Drª Carla Tannhauser          | 1 episódio                                          |

### Filmes
| Ano  | Título                                     | Título no Brasil                   | Papel                      | Formato                |
| ---- | ------------------------------------------ | ---------------------------------- | -------------------------- | ---------------------- |
| 1987 | Russkies                                   |                                    | Diane                      | Longa-metragem         |
| 1988 | Elvis and Me                               | Elvis e Eu                         | Priscilla Beaulieu Presley | Longa-metragem (TV)    |
| 1988 | Nightingales                               |                                    | Bridget Loring             | Longa-metragem (TV)    |
| 1990 | Grand Slam                                 |                                    | Ann                        | Longa-metragem (TV)    |
| 1990 | In the Line of Duty: A Cop for the Killing |                                    | Julie Tobias               | Longa-metragem (TV)    |
| 1991 | Defending Your Life                        | Um Visto Para o Céu                | Daniel's Wife              | Longa-metragem         |
| 1992 | Galaxies Are Colliding                     |                                    | Beth                       | Longa-metragem         |
| 1994 | The Counterfeit Contessa                   | Uma Linda Condessa                 | Palmer Hewitt              | Longa-metragem (TV)    |
| 1994 | XXX's & OOO's                              |                                    | Reed Barrett               | Longa-metragem (TV)    |
| 1995 | Texas Justice                              |                                    | Karen Masters              | Longa-metragem (TV)    |
| 1996 | Two Guys Talkin' About Girls               | À Primeira Vista                   | Cindy One                  | Longa-metragem (Video) |
| 1997 | Til There Was You                          | Encontro com o Destino             | Robin                      | Longa-metragem         |
| 1997 | Two Came Back                              |                                    | Allie                      | Longa-metragem (TV)    |
| 1998 | I Married a Monster                        | Os Possuidores                     | Kelly Victoria Drummond    | Longa-metragem (TV)    |
| 1999 | Where the Truth Lies                       |                                    | Penny Morgan               | Longa-metragem (TV)    |
| 1999 | Horse Sense                                | Sentido dos Cavalos                | Jules Biggs                | Longa-metragem (TV)    |
| 2001 | Jumping Ship                               |                                    | Jules Biggs                | Longa-metragem (TV)    |
| 2002 | Gale Force                                 |                                    | Susan Billings             | Longa-metragem (Video) |
| 2004 | Combustion                                 |                                    | Allison Saunders           | Longa-metragem (TV)    |
| 2006 | Split Decision                             |                                    | Debris Radford             | Longa-metragem (TV)    |
| 2007 | Framed for Murder                          |                                    | Claire                     | Longa-metragem (TV)    |
| 2010 | Blood Done Sign My Name                    |                                    | Martha Tyson               | Longa-metragem         |
| 2011 | Big Mommas: Like Father, Like Son          | Vovó... Zona 3: Tal Pai, Tal Filho | Mall Mother                | Longa-metragem         |
| 2013 | Grape                                      |                                    | Shari                      | Curta-metragem         |
| 2014 | Kill the Messenger                         |                                    | LA Times editor            | Longa-metragem         |

### Dublagem
| Ano  | Título              | Personagem | Função   | Console                       |
| ---- | ------------------- | ---------- | -------- | ----------------------------- |
| 1993 | X-Men               | Mystique   | Dublagem | Mega Drive Genesis, Game Gear |
| 1995 | X-Men 2: Clone Wars | Mystique   | Dublagem | Mega Drive Genesis            |